# Roger Westman
Roger Ulick Branch Westman (født 16. september 1939, død 29. april 2020) var en engelsk arkitekt og designer.
Westman deltog i Architectural Association School of Architecture og var sandsynligvis bedst kendt for sine bidrag til bæredygtig arkitektur. Han var en af de første arkitekter, der indså vigtigheden af bæredygtighed.

## Arkitektur
Hans arkitekturarbejde strakte sig over mere end et halvt århundrede, hvor han designede bygninger som sociale boliger i dårligt stillede områder i London, Jerma Palace Hotel i Marsaskala, Malta og museer overalt i Europa.
Westman havde været medlem af det tyvende århundredes samfund (C20), siden det blev grundlagt i 1979. Han havde været medvirkende til restaurering og bevarelse af mange bygninger fra begyndelsen af det tyvende århundrede i Storbritannien.
Roger Westman var i mange år gæstelektor ved forskellige britiske universiteter; University of Cambridge, University of Oxford, University of Bath, University of Kent i Canterbury, Oxford Brookes University, The Bartlett, og Architectural Association. Han forelæste også ved mere end en lejlighed på ETH Zürich, KTH Royal Institute of Technology i Stockholm, Det Kongelige Akademi i København og Technical University of Munich. Hans foredrag havde tendens til at fokusere på fremtiden for sociale boliger, byplanlægning og praktiske strategier for bæredygtig arkitektur.
I november 1989 skrev Westman en kort bog, 'Architecture and Design: How to Build Sustainably', om vigtigheden af miljøvenlig arkitektur, brugen af materialer og teknologi. Efter at Westmans arbejde blev offentliggjort, blev bygninger grønne og bæredygtige en populær og vigtig del af det 21. århundredes arkitektur. Indtil slutningen af 1990'erne var det kun få arkitekter, der var bekymrede over miljøpåvirkningen af deres design og bygninger. Westman var en af de første arkitekter, der søgte at minimere den negative miljøpåvirkning af at bygge i en sådan stor skala, demonstreret i hans design af Jerma Palace i Marsaskala, Malta.

## Priser
- RIBA South West Award from the Royal Institute of British Architects [1980]
- RIBA National Award [1982]
- ETH Zürich Architecture prize [Switzerland] [1984]
- V&A Illustration Award from the Victoria and Albert Museum [1989]
- Kasper Salin Prize from Swedish Association of Architects [1989]
- Swiss Architectural Award from the Swiss Society of Engineers and Architects and the Architectural Council of Switzerland [1991]
- Eckersberg Medal from Royal Danish Academy of Fine Arts [1993]
- RIBA National Award [1996]
- RIBA President’s Award [1997]
- Commission for Architecture and the Built Environment [1999]
- European Solar Prizes [urban planning] [2000]

## eksterne henvisninger
- Roger Westman på archINFORM
- Roger Westman Arkiveret 13. august 2020 hos  Wayback Machine på Architectuul